# Marionina mandorae
Marionina mandorae är en ringmaskart som beskrevs av Healy och Coates 1997. Marionina mandorae ingår i släktet Marionina och familjen småringmaskar. Inga underarter finns listade i Catalogue of Life.